# Volga Bowl 2018
Il Volga Bowl 2018 è la 3ª edizione dell'omonimo torneo di football americano, organizzato dalla SOFAF. Il torneo è giocato a 9 giocatori.

## Squadre partecipanti
| Club                        | Città            | Stadio | Sponsor ufficiale | Risultato nella stagione 2017 |
| --------------------------- | ---------------- | ------ | ----------------- | ----------------------------- |
| Bulldogs Naberezhnye Chelny | Naberežnye Čelny |        |                   |                               |
| Chaikovskiy Grizzlies       | Čajkovskij       |        |                   |                               |
| Samara Bears                | Samara           |        |                   |                               |
| Ulyanovsk Sentinels         | Ul'janovsk       |        |                   |                               |

## Stagione regolare

### Calendario

#### 1ª giornata
| Ul'janovsk 29 aprile 2018 | Ulyanovsk Sentinels | 26 – 24 (20-8 0-0 6-2 0-14) | Bulldogs Naberezhnye Chelny | Stadion UlGTU |

#### 2ª giornata
| Čajkovskij 12 maggio 2018, ore 14:00 | Chaikovskiy Grizzlies | 14 – 28 (2-8 0-14 0-0 12-6) | Samara Bears | Stadion Central'nij |

#### 3ª giornata
| Čajkovskij 26 maggio 2018, ore 16:30 | Chaikovskiy Grizzlies | 58 – 22 (0-6 6-8 30-8 22-0) | Ulyanovsk Sentinels | Stadion Central'nij |

#### 4ª giornata
| Samara 2 giugno 2018, ore 15:00 | Samara Bears | 56 – 6 (6-6 34-0 16-0 0-0) | Bulldogs Naberezhnye Chelny | Stadion Lokomotiv |

#### 5ª giornata
| Ul'janovsk 17 giugno 2018, ore 17:00 | Ulyanovsk Sentinels | 22 – 44 (0-6 6-20 14-6 2-12) | Samara Bears | Stadion UlGTU |

#### 6ª giornata
| Ul'janovsk 30 giugno 2018, ore 17:00 | Ulyanovsk Sentinels | 34 – 10 | Chaikovskiy Grizzlies | Stadion UlGTU |

#### 7ª giornata
| Naberežnye Čelny 7 luglio 2018, ore 13:00 | Bulldogs Naberezhnye Chelny | 18 – 86 | Samara Bears | Stadion Grenada |

#### 8ª giornata
| Čajkovskij 28 luglio 2018, ore 17:00 | Chaikovskiy Grizzlies | 56 – 6 | Bulldogs Naberezhnye Chelny | Stadion Central'nij |

#### 9ª giornata
| Naberežnye Čelny 25 agosto 2018, ore 15:00 | Bulldogs Naberezhnye Chelny | 22 – 72 | Ulyanovsk Sentinels | Stadion Grenada |

#### 10ª giornata
| Naberežnye Čelny 8 settembre 2018, ore 11:00 | Bulldogs Naberezhnye Chelny | 8 – 34 | Chaikovskiy Grizzlies | Stadion Grenada |

| Samara 8 settembre 2018, ore 15:00 | Samara Bears | 30 – 22 | Ulyanovsk Sentinels | Stadion Lokomotiv |

#### 11ª giornata
| Samara 22 settembre 2018, ore 17:00 | Samara Bears | 62 – 26 | Chaikovskiy Grizzlies | Stadion Lokomotiv |

### Classifica
La classifica della regular season è la seguente.
- PCT = percentuale di vittorie, G = partite giocate, V = partite vinte,  P = partite perse, PF = punti fatti, PS = punti subiti

| Pos. | Squadra                     | PCT   | G | V | N | P | PF  | PS  |
| ---- | --------------------------- | ----- | - | - | - | - | --- | --- |
| 1    | Samara Bears                | 1.000 | 6 | 6 | 0 | 0 | 306 | 108 |
| 2    | Chaikovskiy Grizzlies       | .500  | 6 | 3 | 0 | 3 | 188 | 160 |
| 3    | Ulyanovsk Sentinels         | .500  | 6 | 3 | 0 | 3 | 198 | 178 |
| 4    | Bulldogs Naberezhnye Chelny | .000  | 6 | 0 | 0 | 6 | 84  | 330 |

## Verdetti
- Samara Bears Vincitori del Volga Bowl 2018